# Carlos Vallejos
Carlos Santiago Vallejos Sologuren (Lima, 1 de febrero de 1942) es un médico cirujano, y oncólogo. Fue director general del Instituto Nacional de Enfermedades Neoplásicas (INEN), fue ministro de Salud del Perú desde el 28 de julio de 2006 hasta el 20 de diciembre de 2007.

## Estudios
Hizo sus estudios escolares en el Colegio San Andrés de Lima, egresando en 1956.
Sus estudios de medicina los llevó a cabo en la Universidad Nacional Mayor de San Marcos y en la Universidad Peruana Cayetano Heredia, terminando su estudios en 1961. Entre 1966 y 1967 realizó su internado en el Hospital Arzobispo Loayza y en la Ex Maternidad de Lima. Entre 1967 y 1969 realizó su residentado médico en el INEN.

## Carrera en el extranjero
Su carrera médica continuó en el extranjero estudiando en la Universidad de Texas, el curso de tratamientos ortopédicos. Su internado prosiguió en los Hospitales de Baltimore y Texas. Todos sus internados en el extranjero se realizaron entre 1969 y 1973.

## Gestión en el Instituto Nacional de Enfermedades Neoplásicas
Se desempeñó como Director del INEN desde enero del 2002 a julio de 2006 y desde febrero de 2008 a enero de 2012, realizando valiosas contribuciones al desarrollo del Departamento de Investigación del Instituto, permitiendo que el INEN forme parte del Grupo Europeo de Investigación. Sin embargo también afrontó graves problemas por dos huelgas de enfermeras debido al bajo salario que recibían. También se le implica con cobros indebidos (entre el 2000 y el 2002), cuando se desempeñaba como médico del INEN (1).

## Ministro de Salud
El 27 de julio del 2006, Alan García anunció su Consejo de Ministros. En esa fecha anunció que Vallejos Sologuren presidiría el Ministerio de Salud del Perú, cargo que asumió el 28 de julio.

## Premios y reconocimientos
- Medalla de Plata del Congreso de la República del Perú.
- Medalla del Vaticano.
- 2006 Gran Orden Chan Chan, en el grado de Gran Oficial.